# Mikroregion Kosířsko
Mikroregion Kosířsko je svazek obcí v okresu Prostějov a okresu Olomouc, jeho sídlem jsou Těšetice a jeho cílem jsou zejména činnosti vyplývající z ust. § 50 odst. 1 zákona č. 128/2000 Sb., o obcích. Sdružuje celkem 9 obcí a byl založen v roce 2001.

## Obce sdružené v mikroregionu
- Drahanovice
- Hněvotín
- Luběnice
- Lutín
- Olšany u Prostějova
- Slatinice
- Slatinky
- Těšetice
- Ústín